# Cumbre de Taba

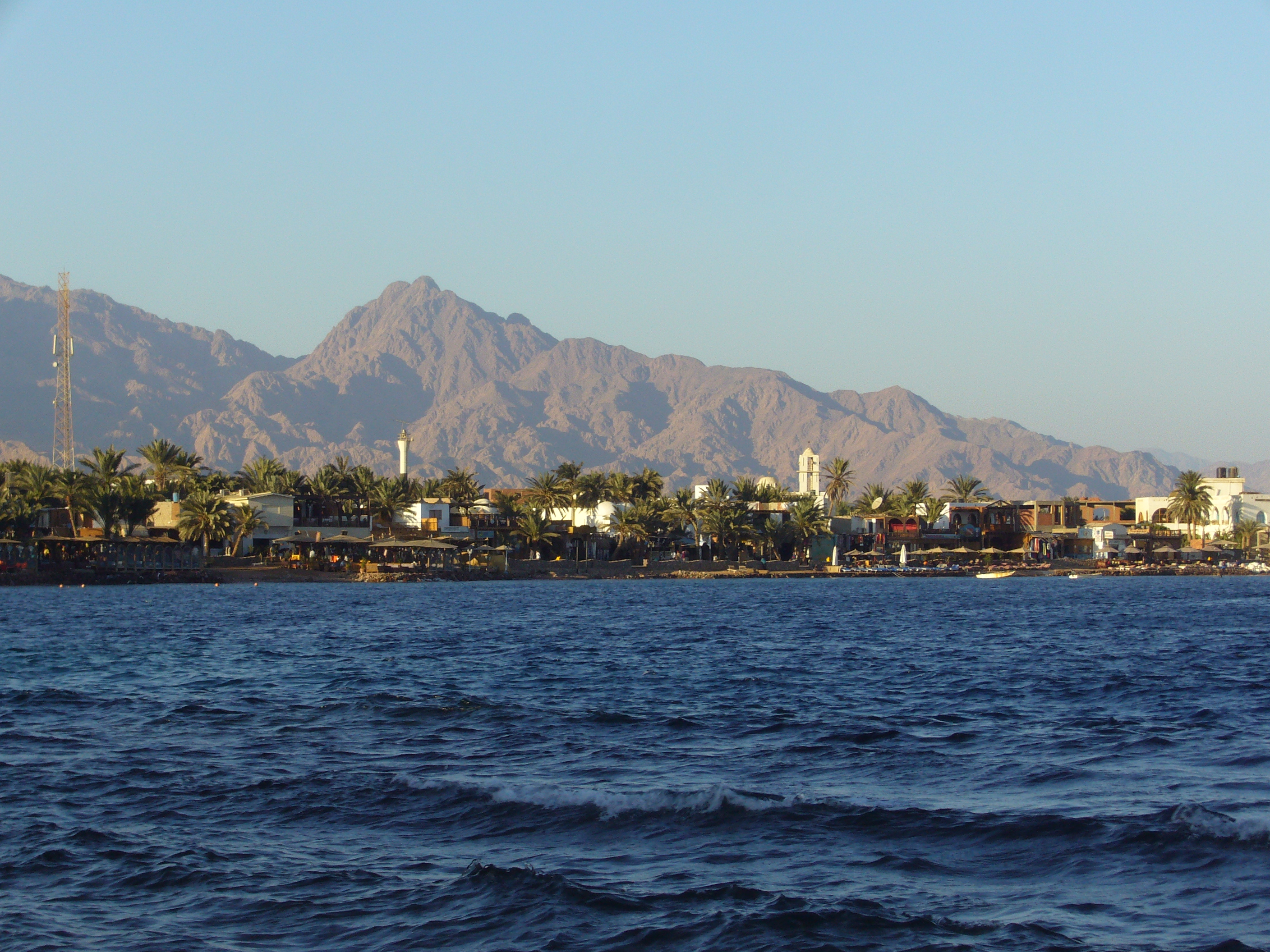
Taba (Egipto).

La cumbre de Taba (también conocida como las conversaciones de Taba, la Conferencia de Taba o simplemente Taba) consistió en una serie de conversaciones entre Israel y la Autoridad Nacional Palestina que tuvieron lugar entre el 21 y el 27 de enero de 2001 en la localidad egipcia de Taba, en la península del Sinaí. Las conversaciones de paz tenían como objetivo abordar las negociaciones del estatus final que habría de poner fin al conflicto israelí-palestino. Según confesaron los propios negociadores al final de la cumbre, estuvieron más cerca de alcanzar un acuerdo definitivo de lo que ninguna otra conferencia de paz lo había estado nunca. El gobierno del primer ministro israelí Ehud Barak dio por concluidas las conversaciones el 27 de enero de 2001 debido a la proximidad de las elecciones parlamentarias israelíes, y el nuevo gobierno de Ariel Sharón nunca llegó a retomarlas.

## Contexto
La cumbre de Taba tuvo lugar unos meses después de las fallidas negociaciones de Camp David de julio de 2000, en las que participaron el primer ministro de Israel Ehud Barak y el presidente palestino Yasir Arafat. Poco después del fracaso de Camp David estalló la Segunda Intifada, que habría de alargarse hasta 2005. 
Ambas partes se habían reunido previamente en la base Bolling de la Fuerza Aérea en Washington, hospedados por el presidente estadounidense Bill Clinton entre el 19 y el 23 de diciembre de 2000. Del lado israelí acudió el ministro de asuntos exteriores Shlomo Ben Ami, mientras que del lado palestino participó su negociador principal Saeb Erekat, el ministro Yasser Abed Rabbo y el jefe de seguridad de la Franja de Gaza Mohammed Dahlan. El presidente Clinton presentó diversas propuestas de compromiso (los conocidos como "parámetros de Clinton"). Para el 28 de diciembre se planeó una cumbre en Sharm el-Sheij, con el presidente egipcio Hosni Mubarak como mediador. Como los palestinos todavía no habían aceptado los parámetros de Clinton, Ehud Barak decidió no acudir a la cita.
La proximidad de las elecciones israelíes y la toma de posesión del nuevo presidente estadounidense, George W. Bush, mucho menos interesado en alcanzar un acuerdo de paz en Oriente Medio,[cita requerida] apremiaron a las partes y les llevaron a acordar una nueva cumbre en la ciudad egipcia de Taba. La situación no era especialmente alentadora en un contexto tan hostil. Yasir Arafat le dijo a un escéptico Ahmed Qurei, miembro del equipo negociador palestino: "solo ve; lleva a tus compañeros y haz lo que consideres oportuno. Apoyaré cualquier cosa que tus compañeros y tú hayáis acordado". Del lado israelí, el líder de la oposición, Ariel Sharón, ya había advertido que su partido no iba a cumplir el acuerdo en caso de que ganase las elecciones. Ningún representante estadounidense acudió a la cita.

## Posturas

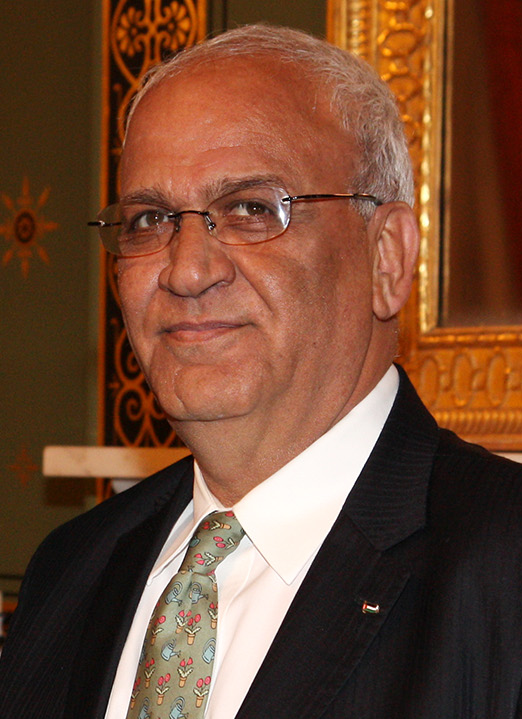
Saeb Erekat, jefe negociador palestino.

### Punto de partida israelí
Al comienzo de la cumbre de Taba, Israel se mantenía firme en tres aspectos principales:
- Negación del derecho de los refugiados palestinos al retorno dentro del Estado de Israel.
- Negación de cualquier tipo de soberanía palestina sobre el Monte de Templo o Haram al-Sharif.
- Los grandes bloques de asentamientos (que incluían al 80% de los colonos judíos en Cisjordania y la Franja de Gaza) quedarían bajo soberanía israelí.

### El documento oficioso de Moratinos
En enero de 2001, el representante Especial Europeo para el Proceso de Paz en Oriente Medio, Miguel Ángel Moratinos, presentó un documento conocido desde entonces como "el documento oficioso de Moratinos" que describía el resultado de la cumbre de Taba. Aunque este documento no tiene carácter oficial, ambas partes han reconocido que se trata de una descripción relativamente exacta del resultado de las negociaciones sobre el "estatus permanente" que tuvieron lugar en Taba. Con el objetivo de encontrar maneras de alcanzar posiciones comunes, describe las posturas presentadas en áreas tales como el territorio, Jerusalén, los refugiados palestinos y los aspectos de seguridad. "A su vez muestra que hay diferencias y lagunas importantes entre ambos bandos que tendrán que ser resueltas en futuras negociaciones". En resumen, el documento oficioso de Moratinos habla de:

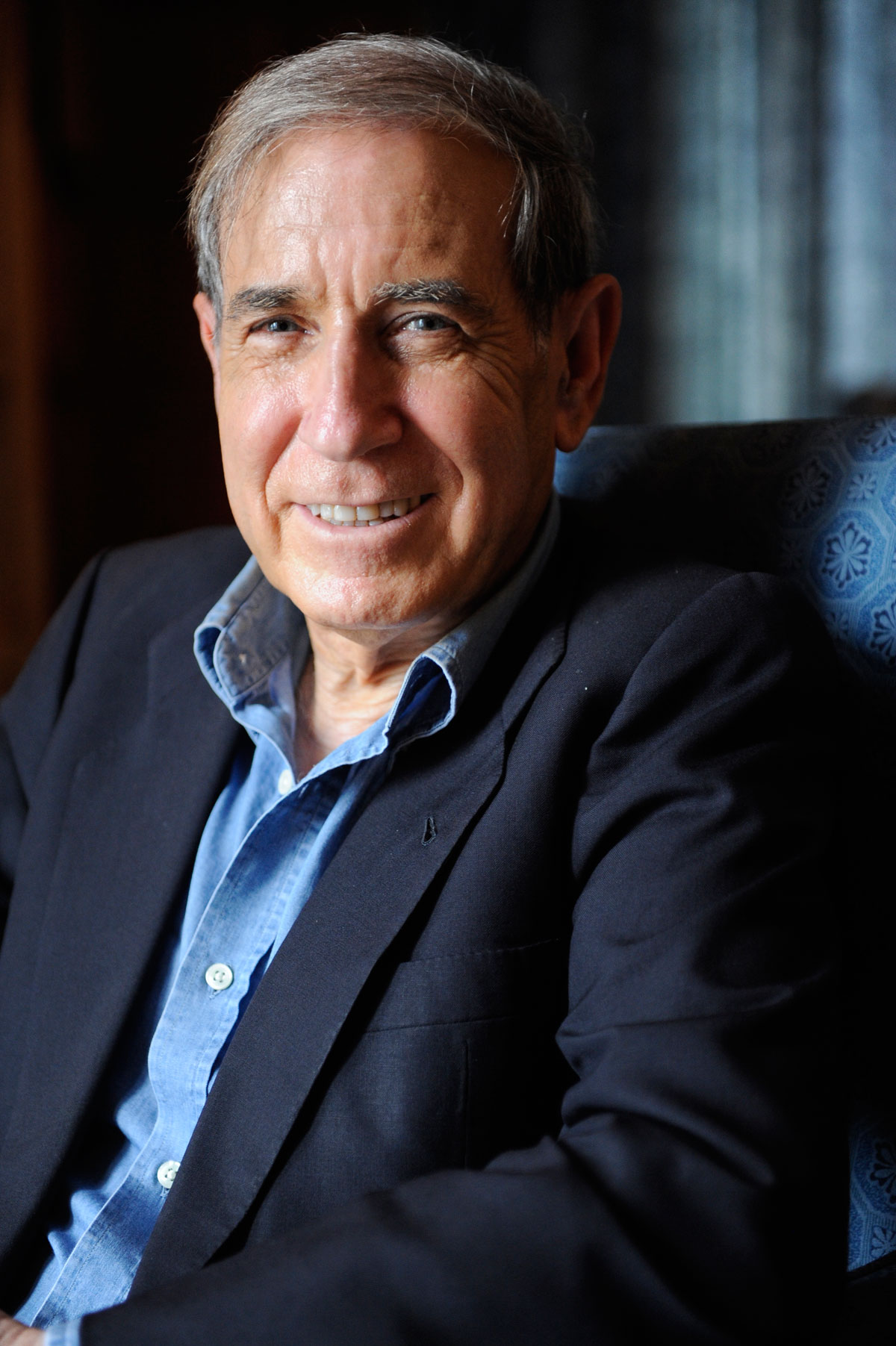
Shlomo Ben Ami, jefe negociador israelí.

#### Territorio
Ambos bandos coinciden en que, de acuerdo con lo establecido por la Resolución 242 del Consejo de Seguridad de las Naciones Unidas, las líneas de armisticio existentes el 4 de junio de 1967 constituirían la base para el establecimiento de las fronteras entre Israel y Palestina. Israel redujo sus demandas a un 6% del territorio palestino, proponiendo una compensación territorial de aproximadamente el 3%, mientras que los palestinos propusieron una anexión israelí de aproximadamente el 3 % junto con una compensación territorial similar en tamaño. La propuesta israelí habría supuesto la soberanía palestina sobre cerca del 97% de la superficie de Cisjordania.

##### Cisjordania
Ambas partes presentaron sus propios mapas de Cisjordania, que sirvieron como base para los debates en torno al territorio y los asentamientos. La parte israelí presentó dos mapas y la parte palestina debatió en torno a ellos. Por su parte, los palestinos presentaron algunos mapas ilustrativos que detallaban lo que ellos entendían como los intereses israelíes en Cisjordania. La parte israelí declaró que los parámetros de Clinton preveían la anexión de los bloques de asentamientos, áreas con una pequeña proporción de habitantes palestinos. La parte palestina no se mostró de acuerdo con esta interpretación de los parámetros y no aceptaron propuestas que incluyesen la anexión de los bloques de asentamientos. Los negociadores palestinos declararon que la anexión de los bloques causaría un daño significativo a los intereses palestinos y a sus derechos, y en especial a los de los palestinos que residen en las zonas que Israel deseaba anexionarse.

##### Franja de Gaza
Ninguna parte presentó mapas de la Franja de Gaza. Existía el reconocimiento implícito de que esta región quedaría bajo plena soberanía palestina, pero todavía se tenía que trabajar en los detalles. Todos los asentamientos israelíes deberían ser evacuados. La parte palestina afirmó que esto podía conseguirse en 6 meses, un plazo con el que no estuvo de acuerdo la parte israelí. Ambas partes acordaron que habría un paso entre el norte de la Franja de Gaza (Beit Hanun) y la Gobernación de Hebrón, así como que Cisjordania y la Franja de Gaza debían estar unidas territorialmente.

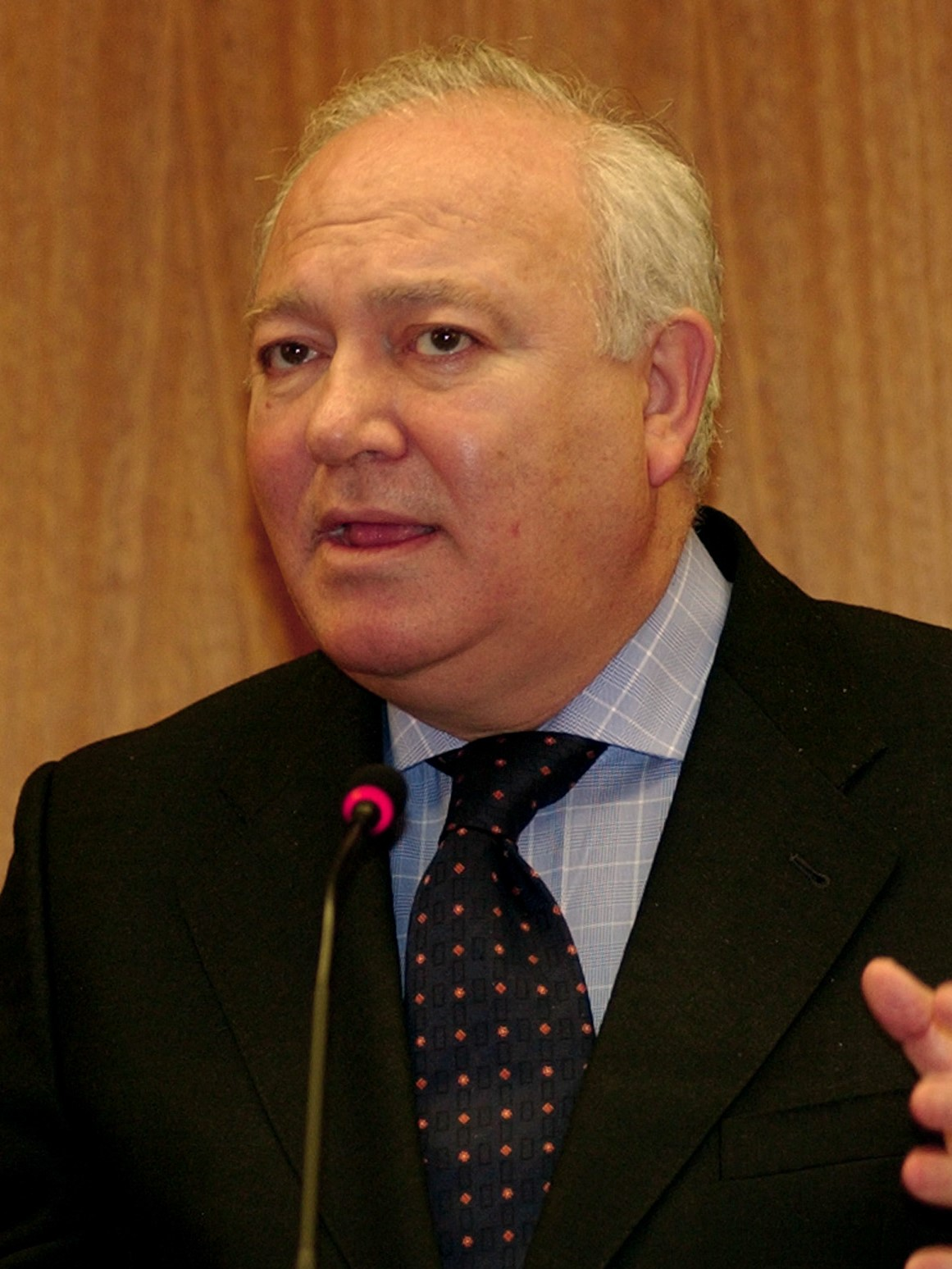
Miguel Ángel Moratinos, enviado especial de la Unión Europea.

#### Jerusalén
Ambas partes aceptaron en principio la sugerencia de los parámetros de Clinton de aplicar la soberanía palestina sobre los barrios árabes de Jerusalén y la soberanía israelí sobre los barrios judíos de esta ciudad. Ambos lados favorecieron la idea de una ciudad abierta. La parte israelí aceptó que Jerusalén sería la capital de ambos estados: Yerushalaim, capital de Israel y Al-Quds, capital de Palestina. Ambas partes aceptaron el principio de un control respectivo sobre los santos lugares ubicados en cada parte de la ciudad. Se reconocería la soberanía israelí sobre el Muro de las Lamentaciones, aunque quedaba pendiente la delineación de la zona de este lugar sagrado y, sobre todo, de su conexión con el espacio sagrado para el judaísmo que se reconoce en los parámetros de Clinton y del que el Muro de las Lamentaciones forma parte. Ambas partes estuvieron de acuerdo en que la cuestión del Haram al-Sharif / Monte del Templo quedaba pendiente de resolver.

#### Refugiados
Palestinos e israelíes se intercambiaron documentos extraoficiales que consideraron como una buena base para las negociaciones. Ambas partes acordaron adoptar los principios y las referencias que facilitasen la adopción de un acuerdo. Como punto de partida, se acordó que ambas partes deberían acordar una solución justa al problema de los refugiados palestinos de acuerdo con la resolución 242 del Consejo de Seguridad de las Naciones Unidas que llevase a la implementación de la resolución 194 de la Asamblea General de las Naciones Unidas. La parte israelí expresó su posición en torno a que el derecho de retorno se aplicaría dentro del marco de uno de los siguientes programas:
A. Regreso y repatriación: 
1. A Israel.
2. A un territorio intercambiado con Israel.
3. Al Estado de Palestina.

B. Rehabilitación y reubicación
1. Rehabilitación en un tercer país.
2. Reubicación en un tercer país.

Ambas partes estuvieron de acuerdo en que UNRWA debería ir desapareciendo progresivamente en un plazo ideal de cinco años.
La parte israelí pidió que se reconociese el problema de la compensación a los inmigrantes judíos de países árabes, si bien aceptaba que los palestinos no tienen responsabilidad alguna en este asunto ni se trata de un asunto bilateral. El lado palestino planteó el asunto de la restitución de las propiedades expropiadas a los refugiados. La parte israelí lo rechazó.

#### Seguridad
La parte israelí exigió disponer de tres estaciones de alerta temprana en territorio palestino. Además, la parte israelí mantuvo que el Estado de Palestina estaría desmilitarizado, de acuerdo con lo propuesto en los parámetros de Clinton. La parte palestina se mostró dispuesta a aceptar una limitación en la compra de armas y a ser definido como un Estado con armas limitadas.
Ambas partes reconocieron que el Estado de Palestina tendría soberanía plena sobre su espacio aéreo. La parte israelí aceptó respetar todos los derechos aeronáuticos palestinos de acuerdo con la normativa internacional, pero buscó el establecimiento de un sistema de control aéreo unificado gestionado primordialmente por Israel. Además, Israel exigió el acceso al espacio aéreo palestino para operaciones militares y de entrenamiento.
La parte israelí aceptó una retirada de Cisjordania en un periodo de 36 meses, con un periodo adicional de 36 meses en el Valle del Jordán en combinación con una fuerza internacional. La parte palestina rechazó el plazo de 36 meses para la retirada de Cisjordania, pues expresó su preocupación en torno a un largo proceso que exacerbaría las tensiones entre palestinos e israelíes.
La parte israelí pidió mantener y operar cinco estaciones de emergencia en territorio potencialmente palestino (en el Valle del Jordán), mientras que la contrapropuesta palestina consistía en permitir un máximo de dos estaciones de emergencia siempre y cuando estuviesen sujetas a un periodo de tiempo limitado antes de su desmantelamiento definitivo. La parte palestina se negó a permitir el despliegue de tropas israelíes en territorio palestino durante situaciones de emergencia, pero se mostró dispuesta a considerar la presencia de fuerzas internacionales en dichas situaciones, y en especial en el contexto de ejercicios de cooperación regional en materia de seguridad.
Ambas partes se mostraron dispuestas a comprometerse en el desarrollo de la cooperación en materia de seguridad y en la lucha contra el terrorismo.
La parte palestina se mostró confiada en la posibilidad de que el acuerdo reconociese la soberanía palestina sobre las fronteras y los pasos fronterizos internacionales.

### Posturas citadas en otras fuentes
Israel quería mantener el control militar sobre el territorio y el espacio aéreo palestino en situaciones de emergencia, no debido a una posible amenaza palestina sino por otras amenazas provenientes de oriente. Los palestinos solo se mostraron dispuestos a aceptar fuerzas internacionales.
Los palestinos no podían aceptar la anexión israelí de los asentamientos de Giv'at Ze'ev y Ma'ale Adumim en Jerusalén Este. Israel quería continuar expandiendo los asentamientos en Cisjordania. A diferencia de los palestinos, Israel no calificaba Jerusalén Este como parte de Cisjordania ni a sus habitantes israelíes como colonos.

## Fin de las negociaciones

### Declaración oficial
La cumbre de Taba concluyó oficialmente con una declaración conjunta que incluía, entre otros, los siguientes puntos:

"Las delegaciones palestina e israelí llevaron a cabo (...) conversaciones prácticas y profundas con el objetivo de alcanzar un acuerdo estable y permanente entre ambas partes. (...) Debido a las circunstancias y a las limitaciones temporales, resultó imposible alcanzar un acuerdo en todos los asuntos, a pesar del avance sustancial que se consiguió en cada uno de los asuntos tratados. (...) Las partes declaran que nunca han estado más cerca de alcanzar un acuerdo y que comparten, por lo tanto, la creencia de que las lagunas restantes pueden ser salvadas con la reanudación de las negociaciones tras las elecciones israelíes. Ambas partes se comprometen a volver a la normalidad y a establecer una situación de seguridad sobre el terreno mediante la observación de los acuerdos mutuos conforme al memorando de Sharm El Sheikh. (...) Los equipos negociadores debatieron cuatro temas principales: los refugiados, la seguridad, las fronteras y Jerusalén, con el objetivo de alcanzar un acuerdo permanente que ponga fin al conflicto entre ambas partes y proporcione paz para ambos pueblos. (...) La cumbre de Taba da por finalizada una extensa fase de las negociaciones israelí-palestinas por un estatus permanente con la sensación de haber logrado reconstruir la confianza entre las partes. (...) Ambas partes expresan su gratitud al presidente Hosni Mubarak. (...) También dan las gracias a la Unión Europea."

### Otras declaraciones
Ahmed Qurei, uno de los representantes palestinos en la cumbre de Taba, informó al presidente palestino Yasir Arafat de que "el acuerdo es posible si hablamos con los mismos negociadores israelíes en el futuro y si lo retomamos desde el punto en el que lo dejamos. En caso contrario, que Dios nos ayude".

### Motivos del fin de las negociaciones
Por lo general se atribuye el fin de las negociaciones a las nuevas circunstancias políticas derivadas de las elecciones israelíes y del fin del mandato de Bill Clinton en los Estados Unidos. No se podía cerrar un acuerdo ahora que Clinton había dejado la presidencia y que Ehud Barak se presentaba a la reelección en dos semanas. "Hicimos progresos, progresos sustanciales. Estamos más cerca que nunca de la posibilidad de cerrar un acuerdo final", dijo Shlomo Ben Ami, el jefe negociador israelí. Su homólogo palestino, Saeb Erekat, declaró, "Me duele en el alma porque estábamos tan cerca... Necesitamos seis semanas más para concluir la redacción del acuerdo."

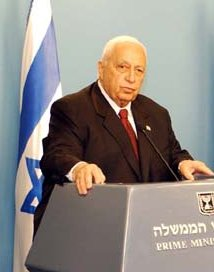
Ariel Sharon, elegido primer ministro israelí en 2001, dio por concluidas las negociaciones de paz.

### Ariel Sharon reniega de las conversaciones
Al mes siguiente, Ehud Barak fue derrotado en las elecciones por el candidato del partido derechista Likud, Ariel Sharón, quien fue nombrado primer ministro israelí el 6 de febrero de 2001. El nuevo gobierno de Sharon decidió no reanudar las conversaciones de paz a tan alto nivel. Inmediatamente después de las elecciones e incluso antes del cambio de gobierno, el 8 de febrero de 2001, una declaración institucional del Ministerio de Asuntos Exteriores de Israel declaraba que:

El Primer Ministro y el ministro de Defensa, Ehud Barak, han aclarado esta noche que las ideas que se trataron en el curso de las recientes negociaciones llevadas a cabo con el Secretario de la Autoridad Nacional Palestina, incluidas las debatidas en la Cumbre de Camp David y las propuestas del Presidente Clinton hacia el fin de su mandato, no son vinculantes para el nuevo gobierno que se va a formar en Israel. En una carta al Presidente George Bush, el Primer Ministro Barak ha afirmado que su gobierno ha hecho todo lo posible para poner fin al conflicto palestino-israelí, pero que estos esfuerzos no dieron fruto, principalmente por la falta de compromiso por parte del liderazgo palestino. (...) Antes de enviar la carta, Barak habló con el expresidente Bill Clinton y estuvieron de acuerdo en que las ideas debatidas en los últimos meses no son vinculantes para el nuevo gobierno de Israel. El Primer Ministro Barak también trata de trasladar esta postura a los líderes de la Unión Europea y al presidente Arafat.

## Consecuencias
En junio de 2002, en el punto álgido de la Segunda Intifada y frente a las acusaciones de que había perdido el control sobre las milicias palestinas, Yasir Arafat declaró al diario israelí Haaretz que estaba dispuesto a aceptar la propuesta de Taba. El gobierno israelí respondió que dicha propuesta ya no estaba sobre la mesa.